# Chiscani (gmina)
Chiscani – gmina w Rumunii, w okręgu Braiła. Obejmuje miejscowości Chiscani, Lacu Sărat i Vărsătura. W 2011 roku liczyła 5340 mieszkańców. 